# Impacto de la pandemia de COVID-19 por sexo

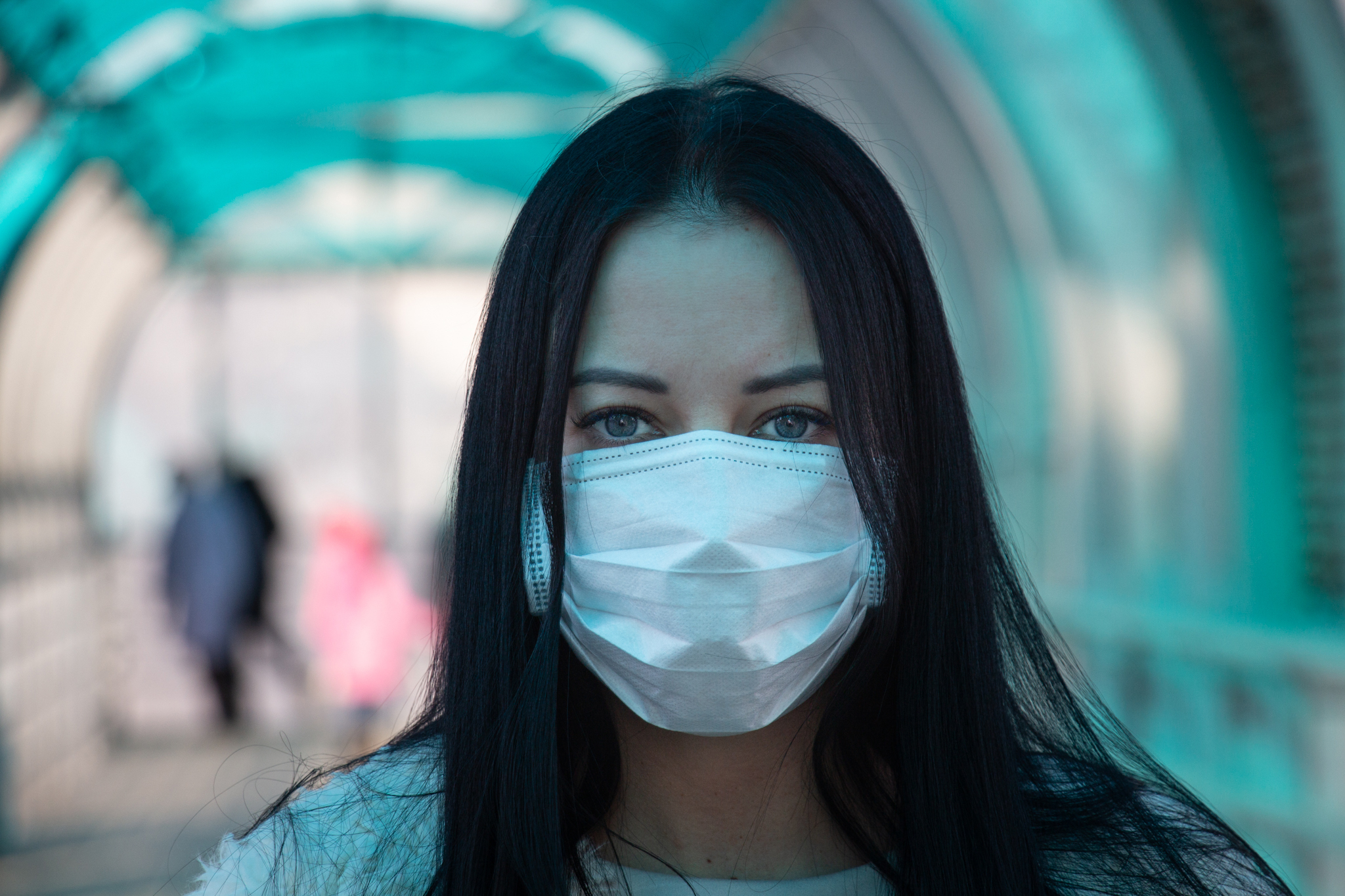
Un estudio publicado en The Lancet señala que "entender cómo los brotes de enfermedades afectan de manera diferente a hombres y mujeres es fundamental para desarrollar políticas de intervención equitativas e igualitarias".

La enfermedad COVID-19 afecta a hombres y mujeres por igual, pero el impacto de la pandemia y las tasas de mortalidad varían significativamente en función del sexo. Si atendemos al impacto socioeconómico y sociocultural de la pandemia (cierre de colegios, confinamiento, limitaciones de acceso a los servicios de saludo), podremos observar que la pandemia de COVID-19 ha afectado de manera diferente a los géneros y posiblemente ha exacerbado las desigualdades de género-sexo. 
Las diferencias por sexo se manifiestan desde edades tempranas hasta la adultez. Un metaanálisis de población pediátrica demostró que los varones menores de 19 años tienen mayor susceptibilidad a la infección, aunque con manifestaciones más leves que los adultos. En el grupo de edad reproductiva, las mujeres embarazadas presentan un perfil de riesgo particular, con mayor probabilidad de requerir cuidados intensivos y desarrollar complicaciones como parto prematuro y compromiso del bienestar fetal comparadas con embarazadas sin COVID-19.
Existen varias iniciativas que tratan de visibilizar la importancia de contar con datos desagregados por sexo-género para poder analizar fenómenos complejos, como la pandemia de la COVID-19. Así, por ejemplo, la iniciativa Global 50/50 recoge en su página web información de 55 países, de los cuales únicamente 26 desglosan por sexo los datos actualizados de casos confirmados y de muertes. Se hace hincapié en que la información sobre la infección por COVID-19 debería ser desglosada por sexo. Esto permitiría desarrollar soluciones para la pandemia desde una perspectiva equitativa para cada género, ya que se ha demostrado explícitamente que existen diferencias en las tasas de mortalidad entre sexos. Además, esto permitiría a los expertos aportar información de calidad por separado a hombres y mujeres. España se encuentra entre los países que desagregan estos datos por sexo (y otros datos de vigilancia epidemiológica de COVID-19).

## Diferencias de sexo en la mortalidad por COVID-19
Desde un punto de vista médico centrado en la morbilidad y mortalidad de la COVID-19 por sexo, se observa que la mortalidad es más alta en hombres según algunos estudios realizados en China e Italia. Los casos notificados a RENAVE parecen indicar que la proporción de casos confirmados de hombres y mujeres es similar (47,4% frente a 52,6%), pero la mortalidad parece ser mayor en los hombres (10,2% frente a 5,8%). Esta diferencia en la mortalidad, que parece ser un patrón en la mayoría de los países que proporcionan información diferenciada, ha atraído la atención de los medios de comunicación nacionales e internacionales. Desde el comienzo de la pandemia, se han realizado algunos estudios para encontrar explicaciones a esta diferencia. Se han señalado diversos factores como posibles causas: una mayor prevalencia del tabaquismo en los hombres, una respuesta inmunitaria diferente o la presencia de otras enfermedades que pueden verse agravadas por la infección (concretamente, cardiovasculares, respiratorias y diabetes). También se ha señalado el impacto de las normas de género o de la salud de los hombres.
Cabe tener en cuenta la edad media de cada país. India, por ejemplo, cuenta con una población mucho más joven que Estados Unidos, lo que contribuye a su menor tasa de mortalidad. La relación edad-sexo es un factor de gran relevancia. En la India, los casos de COVID-19 entre hombres y mujeres no representaban una proporción uniforme entre los diferentes grupos de edad. Las tasas de mortalidad eran más altas en mujeres, especialmente en el grupo de entre 40 y 49. Varios investigadores y expertos coinciden en que la información sobre la infección por COVID-19 debería ser desglosada por sexos. Esto permitiría desarrollar soluciones para la pandemia desde una perspectiva equitativa para cada género, ya que se ha demostrado explícitamente que existen diferencias en las tasas de mortalidad entre sexos. Además, esto permitiría a los expertos aportar información de alta calidad por separado a hombres y mujeres.
Las investigaciones han mostrado que las enfermedades virales como el Ébola, VIH, gripe y el SARS afectan a hombres y mujeres de manera diferente. Según un informe de la OMS en 2007, más de la mitad de los casos de SARS a principios del 2000 fueron reportados en mujeres. A fecha de abril de 2020, la incidencia de fallecimientos es mayor en los hombres que las mujeres tras ser infectados por la COVID-19. El riesgo más alto es de hombres de cincuenta años, con una brecha entre hombres y mujeres que continúa hasta los 90 años. En China, la tasa de mortalidad era del 2.8% para los hombres y 1.7% para las mujeres. Sin embargo, en algunos países como la India, Nepal, Vietnam y Eslovenia son más altas en mujeres. Se desconocen las causas exactas de esta diferencia entre ambos sexos, pero podría ser por factores genéticos y conductuales. Las diferencias inmunológicas basadas en el sexo, una menor prevalencia de fumadoras, y que los hombres desarrollan condiciones de comorbilidad como la hipertensión a edades más tempranas que las mujeres, podrían contribuir a la mayor mortalidad en hombres. En Europa, el 57% de las personas infectadas son hombres, y un 72% de las personas fallecidas por COVID-19 son hombres. El hecho de que las mujeres gocen de una esperanza de vida más longeva que los hombres (86 años en las mujeres frente a 80 en los hombres), genera también una dinámica edadista que puede desencadenar en discriminación tanto por alta edad como por ser mujer.

## Relaciones sexuales y COVID-19
Actualmente se desconoce si la COVID-19 puede transmitirse por vía sexual. Al no existir ningún estudio fiable es fundamental comprender que el virus se puede contraer a través de la relaciones sexuales debido al poco espacio que existe entre las personas, pudiendo ser la infección trasmitida por el aire.  Por lo tanto, tener sexo con una persona infectada puede ser muy arriesgado debido a la proximidad con la misma.
De todas formas, para tener sexo de una forma más segura se recomienda lavarse bien las manos con agua y jabón antes de hacer cualquier tipo de actividad, sea sexual o no. Además, el uso de preservativo y guantes de látex puede ayudar a reducir el riesgo de infección. Es recomendable también sustituir los besos y el coito por masajes eróticos, charlas y masturbación mutua acompañado de vídeos o material erótico. La práctica de cualquier tipo de relación sexual es un riesgo innecesario, por lo que se recomienda realizar otro tipo de actividades sexuales sin llegar al coito.

## Impacto en salud
En las emergencias de salud pública, las mujeres tienen un riesgo mayor de malnutrición.

### Mujeres sanitarias y cuidadoras
La incidencia de la enfermedad entre los sanitarios también ha sido estudiada.  En promedio, el 10% de todos los casos confirmados de COVID-19 son trabajadores de la salud, con un rango del 1% al 32%. Al 14 de agosto de 2020, 572 478 trabajadores de la salud han sido declarados infectados por COVID-19 en todos los datos recogidos de 32 países, con un promedio del 10% de contaminación por COVID-19. Proyectando a nivel mundial, los 20,7 millones de casos confirmados de COVID-19 en todo el mundo incluirían a más de dos millones de trabajadores de la salud. Es importante señalar que hay mayor porcentaje de profesionales de la salud, particularmente enfermeras, que son mujeres, y tienen mayores probabilidades de ser expuestas al virus. También se debe considerar que existe un mayor índice de muertes provocadas por enfermedades cardiovasculares en el caso de las mujeres. Es un hecho conocido que estas agravan por el coronavirus, por lo que algunas mujeres podrían empeorar si se infectan de COVID y tienen problemas cardiovasculares.
La evidencia de brotes pasados de enfermedades muestra que las mujeres tienen más probabilidades de ser las que cuidan de las personas enfermas en la familia, haciéndolas más vulnerables a la infección. La mayoría de profesionales sanitarios, especialmente las enfermeras, son mujeres, en concreto, el 70% a nivel mundial. Están en primera línea para tratar la enfermedad, lo que hace vulnerables a al estar expuestas a esta enfermedad. El 90% de profesionales sanitarios de la provincia china de Hubei (donde se originó la enfermedad) son mujeres, y el 78% de profesionales sanitarios en Estados Unidos son mujeres. En España, desde que comenzó la crisis sanitaria los profesionales de la salud se han encontrado más expuestos al virus que otras personas, lo que ha llevado al contagio de casi 50.000 sanitarios, de los cuales un 66% de ellos son mujeres según el Instituto de la Mujer.
A 14 de agosto de 2020, el número acumulado de muertes de enfermeras notificadas por COVID-19 era de 1.097 en 44 países. Según el Conselho Federal de Enfermagem (COFEN Brasil, la Asociación Brasileña de Enfermería), al 11 de agosto de 2020, se habían registrado 351 muertes relacionadas con COVID-19 entre enfermeras en Brasil, que es la cifra más alta de muertes de enfermeras en todo el conjunto de datos.
Por estas razones, es importante entender por qué motivos están más expuestas a la COVID-19 las mujeres, para así entender las diferentes áreas de cuidados con una perspectiva transversal de género.

### Mujeres como estudiantes
En términos generales, la pandemia y el confinamiento han tenido un enorme impacto en la educación y los estudiantes en su conjunto. Con las escuelas cerradas y el difícil acceso a la educación a distancia, el PNUD estima que el 86% de los niños y niñas en edad de asistir a la escuela primaria en los países con un índice de desarrollo humano bajo no reciben ningún tipo de educación, en comparación con sólo el 20% en los países con un índice alto. El PNUD estima que la tasa real de abandono escolar podría volver al nivel de los años 80 -el mayor descenso jamás visto- lo que nos devolvería a una época anterior a los Objetivos de desarrollo Sosteenible (ODS) -e incluso a los Objetivos de Desarrollo Milenio y pondría en peligro el duro trabajo de los últimos 30 años.
La pandemia ha afectado globalmente a más de 800 millones de estudiantes, los cuales no pueden ir a clases presenciales y muchos de ellos no tienen acceso a un aprendizaje remoto a causa de vivir en zonas rurales o encontrarse por debajo del umbral de pobreza. Sin embargo, esta pandemia ha hecho estragos especialmente en países del tercer mundo. Por ejemplo, el 45% de los niños en el África subsahariana han dejado de aprender por el cierre de escuelas. Esto afecta aún más a las mujeres, puesto que, si hay un móvil en una casa o familia, lo más probable es que sea usado por el varón.
Se estima que el cierre de escuelas para controlar la propagación de la COVID 19 podría repercutir de forma diferencial en las mujeres debido a que ellas se encargan principalmente de los cuidados en el seno de las familias. Esto limita sus oportunidades laborales y económicas. Asimismo, las restricciones de movilidad generan problemas económicos e incertidumbre para los trabajadores domésticos extranjeros, la mayoría mujeres.
Los estudiantes universitarios son un colectivo vulnerable y esta comunidad se encuentra dentro de las que más han sido afectadas por el impacto de la COVID-19, en especial, las mujeres. Más de diez estudios realizados en Estados Unidos identifican a las mujeres con la población con mayor riesgo de angustia psicológica durante la pandemia de COVID-19.
Se ha observado una mayor incidencia de depresión y trastornos de ansiedad y parecen estar más expuestas a los impactos psicológicos a largo plazo de la pandemia. Uno de los estudios, atribuyó estas diferencias de género a una mayor expresión emocional, una menor tolerancia a la incertidumbre y unas estrategias de afrontamiento menos eficaces entre los estudiantes que son mujeres. Además en estos estudios, se ponen de manifiesto ciertos factores que colocan a la mujer con mayor probabilidad de sufrir estos problemas como, por ejemplo, que sea de procedencia asiática, de salud regular-pobre, con ingresos familiares o propios inferiores a la media y conocer una persona de su comunidad que se ha infectado de COVID-19.

### Embarazo y la salud reproductiva
Durante un brote, los recursos sanitarios se desvían para combatir la enfermedad, lo que hace que se le dé menos importancia a la salud reproductiva de las mujeres. Los cambios fisiológicos en el embarazo provocan en las mujeres un mayor riesgo de algunas infecciones, a pesar de que falta evidencia sobre la COVID-19 en concreto. Las mujeres tienen mayor riesgo de desarrollar una enfermedad grave cuando les afecta el virus de la gripe (perteneciente a la misma familia que la COVID-19), por lo que es importante proteger a las mujeres embarazadas de la COVID-19. Por otro lado, las propias medidas de confinamiento dificultan el acceso a los servicios de salude salud sexual. Existen enfermeras que han denunciado tener menor acceso a tampones y compresas mientras trabajaban horas extra sin equipamiento protector personal adecuado durante la pandemia en China.

#### Enfoque social
La BMJ, una revista de medicina especializada, informa sobre los riesgos que podría acarrear la COVID-19 en las mujeres embarazadas y a sus bebés. Dicho artículo revela que las mujeres con sospecha de tener COVID-19 o las que ya lo tienen y han sido atendidas en hospitales presentan síntomas leves como fiebre o dolores musculares; aun así, si llegan a contraer una enfermedad grave es más probable que puedan necesitar cuidados intensivos en comparación con mujeres que no están embarazadas.
Según el ISGlobal (Instituto de Salud Global de Barcelona), las mujeres embarazadas son uno de los grupos más vulnerables a la COVID-19 debido a su morbi-mortalidad en epidemias. Durante el embarazo, los cambios fisiológicos de los pulmones y la adaptación de la inmunidad podrían incrementar la susceptibilidad y gravedad clínica de neumonía por COVID-19, por lo cual, las mujeres embarazadas tienen un mayor riesgo de presentar problemas graves de la COVID-19.
La Sociedad Española de Ginecología y Obstetricia (SEGO) ha elaborado un documento basado en la experiencia durante varias epidemias donde se expone la cercana asociación de estas infecciones con problemas respiratorios graves e incluso riesgo de muerte durante la gestación. Cada día se encuentran más evidencias que revelan que la madre puede transmitir el virus al feto, especialmente durante los últimos meses de la gestación.
Otro de los factores que más han influido en los cuidados para las mujeres embarazadas durante la pandemia es el acceso a los programas de salud reproductiva. Ha sido bastante notable la reducción de las visitas prenatales presenciales, que se han sustituido por consultas telefónicas. Aun así, en países de bajos ingresos, ni siquiera se han sustituido estas, lo que pone en mayor riesgo la salud prenatal e infantil.
En cuanto a la salud reproductiva, encontramos dos tipos de situaciones según la economía de la sociedad y el país: en países de bajos ingresos se han incrementado los embarazos no deseados debido a un menor acceso a los servicios de planificación familiar y por un aumento de violencia de género. Y no es solo eso lo que ha aumentado, con ello también hay un notable crecimiento de mortalidad materna asociada a abortos no seguros y el abandono escolar de niñas y mujeres. Es por ello que es muy preocupante el impacto en salud materna e infantil en los países de bajos ingresos ya que su capacidad de recuperación durante la COVID-19 y posteriores es muy difícil.
Al contrario de los países de bajos ingresos, observamos que, en países con ingresos altos, ha habido un descenso de la natalidad por la disminución en los procesos de reproducción asistida debido a un deterioro en la economía familiar y a cambios en las prioridades reproductivas.

##### Ayudas y mejoras para las mujeres embarazadas
En el ámbito de la investigación, es necesario promover la inclusión de mujeres en ensayos clínicos de productos farmacéuticos para el tratamiento y prevención de la COVID-19, además de incluir datos desagregados (sexo, edad, estado de embarazo en estudios epidemiológicos…). Cabe mencionar que responder a preguntas claves y realizar estudios cualitativos para entender los efectos de la COVID-19 en la salud emocional y el impacto social durante el embarazo, ayudaría a mejorar el manejo y la prevención de la infección.
En el campo de la salud pública, se deben establecer normas de prevención de la COVID-19 dirigidas a mujeres embarazadas y a su entorno. Por ejemplo para que, incluso siguiendo el protocolo de higiene y seguridad, puedan asistir acompañadas a las visitas prenatales y al parto. Además de adaptar la frecuencia de las visitas prenatales presenciales y complementarlas con el seguimiento telemático. Para identificar con antelación a las mujeres embarazadas expuestas al virus, es aconsejable registrar el estado del embarazo en el rastreo de contactos y priorizarlas en la realización de las pruebas diagnósticas de la COVID-19.
Desde los medios de comunicación, sería positivo que se publicasen noticias de COVID-19 en relación con el embarazo para mejorar los conocimientos de la salud reproductiva en la población general y así ofrecer una percepción de riesgo adecuada con la realidad, incluyendo su correspondiente difusión para grupos específicos (embarazadas). También se debe promover un diálogo abierto, como entrevistas, con personas especializadas en los temas como natalidad, obstetricia, pediatría, etc., ayuda a que las familias y/o mujeres embarazadas dispongan de una información de calidad.

#### Enfoque médico-científico
El SARS-CoV-2 es un virus que afecta al ARN monocatenario encapsulado, por lo tanto, se necesita que el sistema inmunitario funcione correctamente para poder combatirlo. No obstante, la infección puede causar una enfermedad leve que el sistema inmunitario puede eliminar de forma eficaz, pero también puede provocar una enfermedad más grave que es la causa de que haya tantos casos de mortalidad. En las mujeres embarazadas el sistema inmunitario se adapta para el desarrollo del feto. Por eso, hay que tener especial precaución con las embarazadas, porque en caso de contraer alguna infección puede ser perjudicial al tener su sistema inmunológico alterado.
Para entender el fenotipo de la COVID-19 durante el embarazo, es importante comprender la fisiopatología y los mecanismos moleculares de la COVID-19 y examinarlos en el contexto de la respuesta inmunitaria materna modulada. Se cree que esta inflamación excesiva es la causa de la COVID-19 grave y está asociada a una elevada morbilidad y mortalidad. Las modulaciones del sistema inmunitario materno en el embarazo pueden afectar a la respuesta a las infecciones, y específicamente a los virus.
La infección por COVID-19 provoca la proptosis de las células del huésped y la liberación de DAMPs, que pueden ser ligandos de los TLR y potenciar aún más la inflamación. El papel que desempeñan el sistema inmunitario innato y los TLR en la respuesta inmunitaria a COVID-19 aún debe investigarse para comprender cómo afecta el embarazo a este aspecto concreto de la respuesta vírica.
Estas modulaciones en el sistema inmunitario materno tienen consecuencias para la trayectoria clínica de la COVID-19 y para el tratamiento y la prevención de la COVID-19 en el embarazo. Sin embargo, queda por determinar si estas adaptaciones dan lugar a una mayor susceptibilidad y/o morbilidad o si son, de hecho, protectoras contra la COVID-19. No está claro si la gravedad de la enfermedad tiene consecuencias para la inmunidad a COVID-19 en la población no embarazada. Además de los cambios inmunológicos sistémicos del embarazo que tienen el potencial de tener un impacto en la función pulmonar, los cambios anatómicos también están presentes en el sistema respiratorio.
Aunque hay un aumento del 30-40 % en el volumen corriente, la reducción del volumen torácico conduce a una disminución de la capacidad residual funcional, de los volúmenes respiratorios finales y de los volúmenes residuales desde el principio del embarazo. En la población general, la COVID-19 se asocia a tasas elevadas de complicaciones tromboembólicas, y un estudio que incluía a 184 pacientes en estado crítico informó de que el 31 % presentaba eventos trombóticos. Las directrices actuales recomiendan que todas las mujeres embarazadas con COVID-19 confirmada reciban tromboprofilaxis hasta los 10 días postnatales y que sus médicos tengan un umbral bajo para la investigación de un posible tromboembolismo. La adaptación vascular materna al embarazo es fundamental para obtener resultados óptimos.

##### Placenta
Ha habido una serie de informes de casos que examinan las placentas de mujeres con COVID-19. El SARS-CoV-2 se encontró en la RT-PCR de los hisopos y las biopsias tras una pérdida fetal espontánea a las 19 semanas de gestación, y el SARS-CoV-2 también se expresó en gran medida en las biopsias de la placenta y el cordón umbilical tras una interrupción del embarazo a las 22 semanas de gestación. El embarazo se interrumpió como resultado de un desprendimiento de la placenta y una preeclampsia materna grave con trombocitopenia y coagulopatía. Las placentas eran de bebés nacidos entre las 16 y las 40 semanas de gestación, y 11 de las infecciones maternas por SARS-CoV-2 se diagnosticaron alrededor del momento del nacimiento, y cinco se diagnosticaron antes en el embarazo.
Es necesario realizar más investigaciones, incluido el examen estandarizado de muestras de placenta de mujeres con SARS-CoV-2 y controles negativos emparejados, por patólogos que no conozcan el estado del SARS-CoV-2, para verificar estos informes preliminares de posibles efectos vasculares y trombóticos en la placenta asociados con el COVID-19 materno.

##### Transmisión vertical del SARS-CoV-2
La infección viral de las células de la placenta no significa necesariamente infección o daño fetal. Hasta ahora, 15 informes incluyen resultados de pruebas neonatales para el SARS-CoV-2, con casos positivos sólo en la minoría. Las enfermedades respiratorias neonatales significativas parecen ser raras, incluso en presencia de positividad del SARS-CoV-2. La presencia de IgM del SARS-CoV-2 en el neonato indica, por tanto, una transmisión vertical del virus, aunque todos los lactantes de los informes publicados hasta ahora han sido asintomáticos y han dado negativo en las pruebas de ARN viral del SARS-CoV-2 al nacer.
En los pulmones, el SARS-CoV-2 utiliza el receptor ACE2 para entrar en las células, y la serina proteasa TMPRSS2 está implicada en la escisión de la glicoproteína de espiga para permitir la fusión. Dada la falta de coexpresión de ACE2 y TMPRSS2 en la placenta, parece probable que el SARS-CoV-2 entre en los tejidos placentarios a través de un mecanismo alternativo. El ARN del virus del SARS-CoV-2 se ha detectado en el líquido amniótico en los informes de casos de enfermedad materna grave, aunque la positividad neonatal al nacer fue variable. Se han establecido los efectos de varios virus en la madre y el feto durante el embarazo y pueden proporcionar información sobre el impacto potencial y el mecanismo de COVID-19 en el embarazo.

##### Feto
Un estudio realizado con datos del registro de nacimientos en los Estados Unidos descubrió que el inicio del embarazo, que coincide con niveles elevados de gripe estacional en la población, se asocia de forma significativa con los nacimientos prematuros y la mortalidad neonatal e infantil. Un estudio de cohorte de 13 años en Nueva Escocia descubrió que las mujeres hospitalizadas con gripe durante el embarazo tenían una probabilidad significativamente mayor de tener un bebé pequeño para la edad gestacional. En una cohorte del Reino Unido, la infección por el virus H1N1 durante el embarazo se asoció con un aumento de los nacimientos prematuros y la mortalidad perinatal.

##### Lactancia materna
Se ha realizado un estudio de caso en el que la leche materna dio positivo para el SARS-CoV-2 en cuatro ocasiones diferentes. En otro estudio, se analizaron muestras de leche materna de nueve madres seropositivas al SARS-CoV-2 y ninguna dio resultado positivo. Dado que la infección neonatal suele ser leve y a menudo asintomática, los beneficios de la lactancia materna pueden compensar el posible riesgo de transmisión.

##### Patología asintomática durante la gestación
Se desconoce el significado clínico de tener una infección asintomática durante el embarazo en cualquier gestación. Las consecuencias imprevistas de la pandemia de COVID-19 suponen una amenaza para la salud de las mujeres embarazadas. Podemos esperar que los efectos secundarios de COVID-19 sean evidentes durante varios años. A partir de la base de pruebas actual, es difícil sacar conclusiones absolutas sobre si las mujeres embarazadas tienen un mayor riesgo de sufrir consecuencias graves del COVID-19.
La falta de pruebas universales de COVID-19 significa que es probable que la mayoría de los casos no se detecten. Hay una serie de incógnitas, en particular, si la COVID-19 es un factor de riesgo independiente para el parto prematuro, si la infección durante el embarazo puede provocar efectos adversos a largo plazo en la descendencia y si este efecto depende de la edad gestacional en el momento de la infección. Para responder a estas preguntas, es crucial el establecimiento tanto de depósitos de datos como de biobancos de mujeres con COVID-19 confirmado o sospechoso. A pesar de la preocupación por la mayor vulnerabilidad de las mujeres embarazadas a la COVID-19, en más de 300 ensayos clínicos que investigan posibles opciones terapéuticas, las mujeres embarazadas son excluidas casi universalmente.
Muy pocos ensayos clínicos incluyen a mujeres embarazadas, incluso los que investigan tratamientos con un historial de seguridad bien establecido en el embarazo, como la hidroxicloroquina.

##### Vacunación y el embarazo
Con todos estos datos, la Organización Mundial de la Salud (OMS) ha publicado consejos sobre las vacunas contra la COVID-19 de Pfizer-BioNTech y Moderna, y no recomienda la vacunación de mujeres embarazadas. La OMS recomienda que, en el caso de que una mujer embarazada trabaje como personal sanitario, se realice esa vacunación.
La razón por la que no se incluye a las mujeres embarazadas es que, según la doctora Ruth Faden de la Universidad Johns Hopkins, las mujeres embarazadas no se pueden someter en los estudios clínicos e involucrarlos a ciertos riesgos ni a la madre ni al bebé, como se ha venido haciendo desde antes de la pandemia.
Según Carleigh Krubine, la falta de datos puede hacer que muchos duden en utilizar vacunas altamente beneficiosas y, en última instancia, seguras, lo que los llevaría a renunciar a la vacunación, la cual protegerá y promoverá la salud tanto materna como neonatal.
Cada país está adoptando diferentes enfoques en cuanto a la vacunación de las mujeres embarazadas. En Reino Unido, si una mujer embarazada cumple con la definición de ser extremadamente vulnerable a nivel clínico, entonces debe discutir las opciones de la vacuna contra la COVID-19 con su obstetra y/o médico.
Otros países, como Israel, están incluyendo a mujeres embarazadas con factores de riesgo de alta morbilidad entre las que tienen acceso prioritario a las vacunas contra la COVID-19, sin contemplar los riesgos para ellas o para los fetos. En cambio, India ha declarado explícitamente que las mujeres embarazadas y lactantes no deben recibir las inyecciones hasta que se realicen más estudios.
No obstante, los datos de dichos ensayos clínicos que involucran a mujeres embarazadas pueden tardar meses o años, según Huma Farid, obstetra y ginecóloga en el Centro Médico Beth Israel Deaconess en Boston, Massachusetts, en EE.UU., e instructora en la Escuela de Medicina de Harvard. Sin embargo, los datos preliminares sobre cómo el coronavirus puede afectar a las mujeres embarazadas ofrecen un panorama mixto. La mayoría de las mujeres embarazadas experimentan solo síntomas leves o moderados.
Por otro lado, surge la cuestión de qué deben hacer las mujeres embarazadas, y según la doctora Huma Farid, para muchos médicos, la mera sugerencia de una infección grave es preocupante, ya que existe un mayor riesgo para las pacientes embarazadas que tienen COVID-19 y también sabemos que, en general, las vacunas son seguras. Ella se refiere específicamente a las vacunas de ARN mensajero de Moderna y Pfizer, que usan un pequeño fragmento del código genético del virus.
Otro paradigma que surge es la afección a las madres lactantes. Existe un consenso general entre los expertos que exponen que las mujeres que amamantan no deben renunciar a la vacunación contra la COVID-19 si son aptas para recibirla. De hecho, la doctora Huma Farid ha recomendado a las madres lactantes que se vacunen, ya que todo anticuerpo que creen contra el virus pasará a sus bebés por la leche materna y eso hará que esté protegido del virus. Según la OMS, hasta ahora no hay evidencia de que las madres lactantes o sus bebés sufran un riesgo elevado.
En cuanto a las mujeres que están intentando quedarse embarazadas, los expertos han analizado la evidencia inicial y dicen que no es necesario evitar el embarazo después de la vacunación. Según Carleigh Krubiner, no hay evidencia que sugiera que las vacunas contra la COVID-19 afectarán a la fertilidad, ni ningún mecanismo biológicamente plausible de cómo podrían causar un impacto a ese respecto.

###### Efecto de las tormentas en la vacunación en Estados Unidos ==
El mal tiempo en Estados Unidos, pero en particular en estados  como California, Colorado o Washington dificulta el transporte y envío de las vacunas , lo que provoca el cierre temporal de los centros de vacunación. Más de 2.000 centros de vacunación han sufrido cortes de energía en 2021.
En Estados Unidos 2,5 millones de mujeres han dejado de trabajar desde el inicio de la pandemia, lo que constituye una "emergencia nacional". Con parte de su plan de "ayuda" con 1.900 millones de dólares, la administración Biden ha gestionado algunos elementos, que aliviarán la carga de las mujeres desempleadas y trabajadoras.

##### Aborto
El gobierno de Argentina estaba planificando enviar un proyecto de ley al Congreso de la Nación después de que Alberto Fernández lo anunciara en su discurso de apertura de las sesiones legislativas el primero de marzo. Sin embargo, debido a la crisis se pospuso la presentación. El aborto por causales se sigue practicando según los términos establecidos en el protocolo ILE, aunque algunas provincias obstaculizan su acceso. El Ministerio de las Mujeres habilitó una línea telefónica donde las mujeres pueden recibir asistencia y denunciar a las provincias donde se les niega el acceso.
En Estados Unidos, el acceso al aborto fue severamente restringido en varios estados en nombre de la lucha contra el coronavirus, especialmente en los estados conservadores de Texas y Ohio.

##### Pruebas clínicas sobre Covid-19 en mujeres
Las mujeres están infrarrepresentadas en las pruebas clínicas para vacunas y fármacos, por lo que podrían ignorarse en los estudios científicos las diferencias de sexo en las respuestas a la enfermedad.
Las mujeres podrían responder a la enfermedad de manera diferente y podrían tener una respuesta distinta a los tratamientos. Según los datos disponibles según el repositorio digital PMC, la COVID-19 parece infectar a hombres y mujeres de forma similar, aunque los hombres parecen tener un mayor riesgo de muerte o de síndrome de dificultad respiratoria aguda que las mujeres.
Por otra parte, las medidas restrictivas tienen repercusiones diferentes en los hombres y las mujeres por separado, dado que las mujeres tienen necesidades muy diferentes a las de los hombres, en términos de salud, seguridad o actividad cotidiana.
Por ello, se debe garantizar siempre la igualdad de género, además de concienciar a las organizaciones sanitarias y científicas de escuchar la voz de las mujeres en cualquier toma de decisiones para la COVID-19.

#### Impacto psicológico del confinamiento
El 14 de marzo del 2020 fue un día clave en España, pues marcó el inicio del Estado de Alarma y del confinamiento domiciliario en este país. Durante el confinamiento, que se alargó hasta mayo, solo se podía abandonar el domicilio para realizar tareas de necesidad primaria como ir al supermercado, a la farmacia o al médico.
Esta situación excepcional trajo consigo un impacto psicológico que comprendía síntomas depresivos, distrés psicológico, ansiedad, insomnio y síntomas de estrés postraumático.
El confinamiento aumentó a su vez la necesidad de cuidados especiales (tanto dentro como fuera de los hogares) de personas dependientes, lo que causó dificultades para determinados núcleos familiares. Las mujeres fueron las que normalmente se encargaron de proporcionar dichos cuidados especiales, pues, por norma general, ya estaban familiarizadas con estos a causa del día a día antes de la pandemia.
Por otra parte, algunos estudios han expuesto la relación entre la naturaleza femenina y el sentimiento de soledad durante la crisis de la COVID-19. Asimismo, otra variable ligada a diferencias relacionadas con el género ha sido la estabilidad espiritual, que se ha visto más afectada en el caso de las mujeres.
La pandemia ha sacado a la luz aspectos relacionados con la salud mental que se habían eludido durante años. A su vez, también, numerosos estudios han demostrado que las mujeres son más vulnerables a presentar síntomas relacionados con trastornos y enfermedades psicológicas como la depresión, la ansiedad o estrés postraumático. Durante el confinamiento domiciliario se ha observado que esta diferencia para con los hombres se ha mantenido y en muchos casos ha aumentado sobre todo en aquellas mujeres que presentaban síntomas de soledad. Los hombres han sido el grupo que en menor medida ha experimentado las consecuencias con implicaturas psicológicas de la pandemia y del confinamiento, aspecto que demuestra la necesidad de proporcionar mayor atención a las cuestiones de género en el ámbito privado para de esta manera evitar consecuencias psicológicas graves en la población femenina.
No hay una regla que defina y explique por qué la salud mental de las mujeres se ha visto más afectada que la de los hombres. Pero sí que hay variables claves que dejan intuir la razón de esta situación como la maternidad, cambios hormonales, el consumo de medicamentos que influyen en este último aspecto (uso de anticonceptivos hormonales) y una mayor responsabilidad general en cuestiones como el cuidado del hogar y de la familia.

## Disparidad de género en liderazgo en la pandemia
Hay una disparidad de género en el liderazgo de las respuestas al estallido de la pandemia de COVID-19. Las doce personas del grupo de trabajo del Coronavirus de la Casa Blanca son todos hombres. El 72% de los jefes ejecutivos de sanidad global globales son hombres. Según ThinkGlobalHealth, "los temas de igualdad sólo se integran significativamente en las respuestas de emergencias cuando las mujeres y los grupos marginalizados son capaces de participar en la toma de decisiones". El estatus socioeconómico también puede afectar el número de personas afectadas por COVID-19. En otros contextos nacionales se ha demostrado que los grupos sociales marginales se exponen a un mayor riesgo de infectarse o incluso fallecer.
En España la situación es similar, la tardía respuesta por parte del ministro de Sanidad o el presidente del Gobierno, todos personajes masculinos como ocurre en EE. UU., provocó que aumentaran considerablemente los infectados en el país debido a sus pobres instrucciones. Según nuestros gobernantes, todo estaba controlado en España hasta que se produjo el colapso en los hospitales y centros de salud del país.
Por este motivo, sanitarios, sobre todo mujeres como enfermeras y médicas decidieron llevar a cabo una propuesta directa y clara que recibió el nombre de #QuédateEnCasa a través de las redes sociales. Fue un total éxito con el que se consiguió reducir el número de muertos e infectados por el COVID-19. Además de haber hecho uso de las redes sociales que millones de personas usamos hoy en día, lo que hizo que el mensaje fundamental se difundiera más rápido y mejor.
En definitiva, el personal médico femenino ha conseguido lo que otros no han podido, por ello, es necesario crear consciencia de que las mujeres también pueden proponer buenas ideas.

## Impacto sociolaboral en las mujeres
Las desigualdades de género consecuencia de las medidas políticas y sociales adoptadas se producen también en el ámbito doméstico y privado. Así, por ejemplo en España, el Real Decreto 463/2020 declaró el estado de alarma e incluía medidas extraordinarias de confinamiento y distanciamiento social. Como consecuencia, se produjo el cierre de colegios, las cuarentenas y el acceso reducido a la sanidad debido a la pandemia de COVID-19 lo que probablemente afecta de manera diferente a los sexos y puede, posiblemente, exacerbar las disparidades existentes.
Las mujeres constituyen la mayor parte de los trabajadores informales y a tiempo parcial alrededor del mundo. En periodos de incertidumbre, como durante una pandemia, las mujeres tienen mayor riesgo de perder su trabajo y no poder volver a trabajar después. Tras un análisis de una encuesta en línea realizada en la localidad argentina de Mar del Plata sobre el Aislamiento Social Preventivo y Obligatorio (ASPO) durante su segunda fase por el motivo del COVID-19, se llegó a la conclusión de que debido al teletrabajo se vio dificultado para muchas mujeres por la clara diferenciación de género que hubo a la hora de realizar el trabajo doméstico y de cuidados no remunerados, como encargarse de menores o de personas dependientes. En este caso, quienes resultaron mayormente perjudicadas fueron las mujeres, viéndose con un gran sobrecargo y estrés. Por lo tanto, la experiencia de una cuarentena puede ser diferente para hombres y mujeres, considerando las distintas necesidades físicas, culturales, sanitarias y de seguridad de ambos.
Independientemente del sexo, las nuevas estimaciones del PNUD, el Índice de desarrollo humano mundial —que mide conjuntamente la educación, la salud y el nivel de vida— va a descender este año por primera vez desde que se elaboró el concepto en 1990. El descenso se prevé en la mayoría de los países y en todas las regiones del mundo.
Además, se espera que la renta per cápita mundial caiga un 4%. El Banco Mundial ha advertido que la pandemia podría empujar a entre 40 y 60 millones de personas a la pobreza extrema este año, especialmente en el África subsahariana y el sur de Asia. La Organización Internacional del Trabajo (OIT) calcula que uno de cada dos trabajadores podría perder su empleo en los próximos meses y que la pandemia podría costar 10 billones de dólares a la economía mundial.
En Estados Unidos, 2,5 millones de mujeres dejaron la fuerza laboral desde el comienzo de la pandemia constituyendo una "emergencia nacional". Con parte de su plan de “alivio” en 1,9 billones de dólares, la administración Biden ha manejado algunos elementos, que aliviarán la carga sobre las mujeres desempleadas y en activo.

### Mujeres en situación de riesgo en el continente americano
Según el CIM, existen determinados grupos de mujeres en situación de riesgo en el continente americano debido a la COVID-19:
- Mujeres migrantes: mujeres refugiadas o desplazadas (por cualquier emergencia o situación) de sus países de origen corren el riesgo de no tener acceso a los servicios esenciales de salud entre otros. Un ejemplo de esto son situaciones de migración masivas como pasa en Venezuela: actualmente hay 5,4 millones de inmigrantes venezolanos por el mundo según la ONU.
- Mujeres afrodescendientes/indígenas: estos grupos sociales suelen estar en desventaja respecto a otros, precisamente por el nivel socioeconómico de cada uno de ellos. Este grupo tendrá graves problemas para acceder a un servicio de agua potable o a los servicios de salud, así como otros factores añadidos como la desnutrición.
- Personas pertenecientes al colectivo LGTB: este grupo de mujeres, que al igual que el anterior con las mujeres de raza negra, puede sufrir algún tipo de discriminación por su condición sexual al acceder a los servicios de salud u a otros sitios, con especial énfasis en lo primero debido a la COVID-19.
- Mujeres sin vivienda o vivienda en malas condiciones: este grupo sufrirá en cuanto a condiciones de higiene y sanitarias, ya que viven en casas donde no hay recursos para la higiene o el saneamiento (agua potable para ducharse, fregar, mantenerlo todo limpio, etcétera) o, también, que vivan en condiciones de hacinamiento en dichas viviendas.

## Relación de esta pandemia con los efectos del virus del ébola y las mujeres
Esta situación ya se ha dado en crisis sanitarias previas, como la del Ébola. Las restricciones, así como las estrictas cuarentenas reducen notablemente el flujo de actividad de muchas mujeres, lo que ha derivado en una subida de las cifras relacionadas con la pobreza y las malas condiciones de vida.
Las mujeres conforman el 70% de la «economía informal», lo que hace que las crisis sanitarias sean un gran impedimento a la hora de cumplir con las obligaciones indispensables diarias, sobre todo en países no desarrollados. Este hecho se reflejó durante la pandemia del Ébola en Liberia, país en el que un 85% de los vendedores en los mercados son mujeres. El trabajo en una «economía informal» implica la dependencia de la interacción y reuniones sociales, algo que se ha reducido a causa de la crisis sanitaria actual.

## Impacto económico en las mujeres
Según un informe de la Organización Internacional del Trabajo (ILO por sus siglas en inglés), las mujeres se han visto más afectadas que los hombres debido a la pandemia de la COVID-19. La crisis sanitaria ha provocado un impacto económico en las mujeres que implicó una reducción del 30 % en las actividades económicas.
Los sueldos básicos también se han reducido notablemente o incluso se han detenido en dos tercios de los países, según la ILO. El resto de los países ha experimentado un crecimiento en los sueldos básicos debido a la pérdida de empleos mal remunerados.
Los sueldos se han reducido en un 8.1 % en el caso de las mujeres, mientras que en el de los hombres, estos solo se han reducido en un 5,4 %.
En América Latina, por ejemplo, tuvieron un 50% más de probabilidades que los hombres de perder su trabajo en los primeros meses de la pandemia.
Muchas mujeres trabajan en los sectores más vulnerables, por ejemplo, el comercio minorista, la restauración y la hostelería. También suelen tener empleos más informales, desde la venta de artículos en la calle hasta la costura en casa. Este tipo de trabajos carecen de protecciones como la baja por enfermedad o el seguro de desempleo. Cuando estos trabajos desaparecen, no pueden recurrir a una red de seguridad social.
Las presiones socioeconómicas, previas a la pandemia y agravadas en esta, afectan a mujeres y niñas migrantes en un marco de pobreza extrema. Hay muchas pruebas de que las medidas de confinamiento han provocado un aumento de la violencia doméstica en todo el mundo, ya que las víctimas son económicamente dependientes de sus maltratadores. La mayoría de las denuncias han sido retiradas debido a la falta de independencia (sobre todo económica) de las mujeres.
La diferencia salarial a escala global entre hombres y mujeres se encuentra en un 16 %, aunque en muchos a países se paga a las mujeres hasta un 35 % menos que a los hombres. Esta realidad de desigualdad se ha intensificado a causa de la actual crisis sanitaria: McKinsey & Company estiman que los trabajos desempeñados por mujeres son 1,8 veces más vulnerables que aquellos desempeñados por hombres y que comprenden un 54 % de la pérdida total de empleo, aunque solo conformen un 39 % de la mano de obra global.
Una de las razones de esta realidad es que las mujeres normalmente están a cargo del cuidado del hogar, aspecto no remunerado en la actualidad y que ocupa un lugar más relevante a causa del teletrabajo y las cuarentenas.  Por ello, la contratación de las mujeres se está reduciendo incluso teniendo en cuenta el hecho de que las mujeres y los hombres trabajan en sectores diferentes.

### La Women Enterpreneurs Finance Initative (We-Fi)
Aunque no todo es malo, pues muchas empresas están trabajando para reducir el impacto desproporcionado de la crisis de la COVID-19 en las mujeres. La Women Entrepreneurs Initiative (We-Fi) está trabajando en solucionar la poca empleabilidad de las mujeres a causa de la pandemia y ha donado 49,3 millones de dólares para ayudar a más de 15 000 empresas dirigidas por mujeres.
La We-Fi le concedió dinero al Banco Europeo para la Reconstrucción y Desarrollo, al Banco Interamericano de Desarrollo, al Banco Islámico de Desarrollo y al Banco Mundial, asignándoles respectivamente 7.36, 14.71, 11.25, y 16. 1 millones de dólares. Cada uno de estos bancos ha comenzado diversas iniciativas para apoyar a los negocios y empresas dirigidos por mujeres.
No hay que olvidarse que  las operaciones del Grupo del Banco Mundial están diseñadas para prevenir y garantizar protección a las mujeres víctimas de violencia. Por ejemplo, en el sur de Sudán, las asociaciones con el Comité de la Cruz Roja y Unicef están ayudando a ampliar el alcance geográfico de los servicios esenciales de salud y nutrición , incluidos el asesoramiento y el apoyo. En Burundi, las inversiones a favor de refugiados y comunidades de acogida en el noreste del país dan un enfoque específico a las mujeres en la planificación y gestión de proyectos, y promueven la formación de asociaciones de empresarias que apoyan su voz.

## Medidas de apoyo de distintos países
La mejora en la digitalización de los sistemas de identificación de los gobiernos, las plataformas de pago, y otros servicios, podrían servir de gran ayuda para visibilizar aquellas mujeres que son ignoradas por sus gobiernos. Más de 200 países han trabajado en ello durante la pandemia, pero otros siguen teniendo dificultades para prestar ayuda a aquellos trabajadores informales, lo cual significa que muchas mujeres siguen siendo ignoradas.
Los sistemas digitales avanzados localizan a las mujeres necesitadas para que puedan recibir dinero en efectivo de manera más rápida y segura. Las transferencias directas de efectivo en países como Indonesia, Nigeria y Zambia ya han ofrecido a millones de mujeres un acceso más seguro, y, además, tienen un mejor control de los fondos. En Camerún se incluyeron vídeos durante la campaña de concienciación sobre el coronavirus para la violencia doméstica. Las radios locales también trasmitieron mensajes en pidgin sobre la pandemia y la violencia sexual.
Algo parecido pasa en México, donde el PNUD está trabajando con el gobierno para concienciar sobre el hecho de que la pandemia afecta a los hombres y a las mujeres de forma muy diferente y para desarrollar políticas que protejan a las mujeres y a las niñas.
Sin embargo, India es el país que realmente ha demostrado esta efectividad: el año pasado, el gobierno pudo transferir pagos a más de 200 millones de mujeres, ya que disponían de los datos desglosados por sexo y de una infraestructura digital, y estas mujeres tenían sus propias cuentas bancarias. Gracias a las competencias digitales y al acceso a Internet, los gobiernos pueden garantizar que las oportunidades económicas se pueden repartir de forma equitativa.
En Taiwán, por ejemplo, cualquier persona lesionada, enferma, discapacitada física o mentalmente o que muera debido a la implementación de medidas para combatir el COVID-19, puede recibir hasta 10 millones de dólares taiwaneses (295 000 euros) como máximo. La compensación a menudo se realiza en un solo acuerdo. Además, algunos países pagan un salario regular a los trabajadores de la salud que atienden a personas infectadas con COVID-19.
Por otro lado, los gobiernos pueden eliminar las barreras que impiden la completa inclusión de las mujeres en la economía. En las economías con los cierres más estrictos, las empresas propiedad de mujeres tenían un 10 % más de probabilidades de cerrar que las de los hombres, y, además, suelen ser más pequeñas.
Cerrar las brechas de género en la actividad empresarial ayudaría a reducir la pobreza, crear puestos de trabajo y estimular el crecimiento y la innovación. Por eso, los gobiernos deberían ofrecer líneas de crédito y otras formas de financiación a las empresas propiedad de mujeres, impulsar la creación de plataformas de comercio electrónico que permitan a las empresarias acceder a los mercados, y ayudar a los viveros de empresas a superar los prejuicios a la hora de invertir en empresas de mujeres.
También las empleadas necesitan múltiples formas de apoyo, como hacer que el transporte público sea más seguro para las mujeres, de forma que puedan llegar al trabajo sin miedo al acoso. En otros, revisar leyes y reglamentos para evitar la discriminación de las mujeres en el trabajo.
A la vez, los gobiernos deben garantizar que las mujeres y niñas refugiadas y migrantes sean incluidas en programas e iniciativas de inclusión, educación e independencia económica. Sin embargo, estos programas cada vez están menos financiados.
Respecto al ámbito educativo, los gobiernos deben comprometerse a garantizar una educación sólida para las niñas hasta, al menos, la escuela de educación secundaria. Antes de la pandemia, el mundo se enfrentaba a una crisis de aprendizaje, pero ahora incluso han empeorado las cosas. En todo el mundo, más de 800 millones de alumnos siguen sin ir a la escuela y muchos estudiantes pobres, especialmente en las zonas rurales, no tienen acceso a la educación a distancia. En el África subsahariana, hasta el 45 % de los niños han quedado totalmente desconectados durante el cierre de las escuelas. Las niñas se enfrentan a retos adicionales para el aprendizaje a distancia. Si sólo hay un teléfono por hogar, por ejemplo, es más probable que lo utilicen los niños que las niñas.
A medida que los estudiantes regresan a la escuela, los países deben garantizar que tanto las niñas como los niños vuelvan a participar en el proceso de aprendizaje. Para ello, habrá que invertir en planes híbridos que combinen el aprendizaje a distancia y el presencial, y que se centren en las habilidades fundacionales y socioemocionales que ayudarán a los niños a ponerse al día.
Es cierto que la mayoría de estas medidas requerirán una inversión sustancial, en un momento en el que el aumento de la deuda supone una gran preocupación. Pero la mejor manera de pagar esa deuda es conseguir que las economías crezcan más rápido y evitar que más familias caigan en la pobreza.
Con las políticas adecuadas, los países pueden reconstruirse de forma más fuerte e inclusiva. A medida que los países responden al mayor reto de nuestra generación, deben considerar a las mujeres como constructoras centrales de un mundo más fuerte, post-Covid.

## Violencia de género
Más del 70% de las asociaciones del CIE han documentado casos de violencia o discriminación contra los trabajadores de la salud de primera línea en la lucha contra el COVID-19. Se han observado represalias dentro de las comunidades después de informes falsos de que los trabajadores de la salud portan y propagan el virus. En particular, se ha informado de un número creciente de ataques contra enfermeras en México: por ejemplo, una enfermera fue rociada con lejía en la calle, las casas y vehículos de los trabajadores de la salud fueron quemados y fueron agredidos físicamente.
Debido a la mayor tensión en una casa durante una pandemia, las niñas y las mujeres tienen probabilidades de experimentar un mayor riesgo de violencia de sus parejas y de violencia doméstica. En Kosovo se ha producido un aumento del 17% de la violencia de género durante la pandemia. Durante los períodos de cuarentena, las mujeres que experimentan violencia tienen acceso limitado a servicios protectores. En los Países Bajos, el número de las llamadas a los centros de abuso de menores aumentaron un 76% en febrero de 2020 comparado con el año anterior. La pandemia no solo ha colapsado servicios de salud, sino también refugios para estas víctimas. ONU Mujeres informa de forma actualizada sobre estos problemas y apoya los programas para luchar contra la violencia de género.  Durante la pandemia están tratando de prevenir esta violencia y facilitar el acceso a los servicios esenciales, como los servicios de salud o líneas de atención para ayudar a víctimas de violencia doméstica. ONU Mujeres se dedica a compartir formas de ayudar a estas mujeres y niñas, como por ejemplo a través de donaciones, por difusión de noticias en redes sociales o por subscripción electrónica para estar al día de las novedades de ONU Mujeres.

### Violencia de género en países en vías de desarrollo
Los factores y condiciones mencionados en el primer párrafo de esta sección son duros de por sí para las mujeres. Uno de los ejemplos de esta realidad es la convivencia constante con sus maltratadores debido al confinamiento domiciliario impuesto por gobiernos de todo el mundo. 
República Dominicana, un país latinoamericano en vías de desarrollo, donde las mujeres que sufren violencia de género han visto agravada la situación durante el confinamiento. Antes de la pandemia y en el siguiente lapso de tiempo: de 2005 a 2015, el país ha registrado 1295 víctimas por violencia de género. Aunque, en 2019 se registraron únicamente 69 víctimas sigue siendo una cifra notable. Algunos de los condicionantes, que durante la pandemia propiciaron esta situación son los siguientes: los hombres, al igual que el resto del núcleo familiar y convivientes están en las casas durante todo el día (esto significa que las mujeres que sufrían o sufren violencia de género estarían 24 horas al día con sus maltratadores sin posibilidad de salir de casa), gran parte de las casas con recursos limitados, muy limitados o sin recursos (el 46% de las casas en este país no recibe agua potable en el interior de su vivienda);ver datos pobreza: República Dominicana y, por último, la ausencia de políticas integrales que defiendan los derechos del trabajo debidamente, aspecto que carga directamente contra las mujeres trabajadoras. Otras formas de violencia, como los matrimonios preconcertados y forzados se han visto incrementadas junto a una posible agravación de las violencias conyugales, paralelamente al resurgimiento y aumento de la frecuencia de prácticas como las mutilaciones genitales femeninas.
A su vez, el Alto Comisionado de las Naciones Unidas para los Refugiados (ACNUR) expresa su preocupación por el impacto que está teniendo la pandemia de COVID-19 en cuanto a la vida y los derechos de mujeres y niñas refugiadas y migrantes.
Entre los casos más alarmantes, el impacto de la pandemia ha tenido consecuencias terribles que han aumentado los casos de violencia machista, violencia doméstica, matrimonios forzados y de trabajo infantil.
En relación con la violencia, los matrimonios forzados y la explotación sexual de mujeres migrantes y refugiadas, Gillian Triggs, comisaria adjunta en ACNUR para la Protección Internacional, afirma que los efectos de la pandemia son desastrosos también para las niñas ya que se ven forzadas a dejar su educación para trabajar, ser vendidas u obligadas a casarse. Un total de 13 millones de niñas corren el riesgo de contraer un matrimonio forzado como consecuencia de la pandemia.

## Impacto de la pandemia en las desigualdades de género
El consejo Latinoamericano de Ciencias Sociales (CLACSO) manifiesta que la pandemia de COVID-19 ha empeorado la ya preocupante situación de desigualdad de la mujer, sobre todo en las labores de cuidado, que mayormente recaen sobre ellas. Sus principales preocupaciones son que más de la mitad de las mujeres trabajan de forma eventual o en condiciones de muy baja calidad por lo que están más expuestas a perder sus empleos. A esto debemos sumarle que, con el cierre de los centros educativos, muchas mujeres no tienen con quién dejar a sus hijos. Además, muchas trabajadoras domésticas migrantes han perdido sus empleos y, del mismo modo, aquellas que trabajan en Europa pueden verse obligadas a regresar a sus países sin ningún ingreso. 
El movimiento “quédate en casa” ha supuesto una sobrecarga para las mujeres que tienen que cuidar de sus hijos, mayores u otras personas dependientes. Con el teletrabajo, las mujeres se ven obligadas a atender el cuidado del hogar y sus responsabilidades laborales al mismo tiempo. 
Son las mujeres quienes principalmente atienden a los enfermos de COVID-19, por lo que su riesgo de infección aumenta. La mayor parte del sector de la salud se compone de mujeres (enfermeras, auxiliares, personal de limpieza…), que trabajan en situaciones precarias y con salarios bajos y, además, no cuentan con las protecciones suficientes. 
En las residencias se ve de forma clara, puesto que tanto las residentes como el personal de cuidados se encuentran dominados por mujeres. Según el IMSERSO, en 2019 había 276.924 personas mayores de 65 años en residencias, de las cuales un 70.4% eran mujeres.
Es el Estado el que tiene que hacerse cargo de garantizar los derechos básicos de sus ciudadanos para poder crear un escenario post pandemia más igualitario. Las comisiones formadas por expertos para asesorar a los gobiernos no toman en cuenta a las mujeres, a pesar de ser ellas las que se encuentran en primera línea en la lucha contra esta enfermedad.
Si el acceso a servicios de salud, educación y empleo es más limitado debido a la pandemia de COVID y las medidas impuestas por los gobiernos, los efectos de estas precariedades para las mujeres se multiplican en circunstancias de conflicto, fragilidad y violencia. 
Experiencias en crisis pasadas como la del Ébola en regiones en conflicto como la República Democrática del Congo mostraron que el cierre de escuelas agravaba las desigualdades, ya que las niñas tienen menos probabilidad de retomar el camino académico que los niños. También se ven limitadas para encontrar trabajo u obligadas a encargarse de tareas domésticas suplementarias. La subrepresentación de las mujeres en empleos informales y agrícolas también puede en consecuencia acentuar las desigualdades económicas. En situaciones de fragilidad conflicto y violencia solo 4 mujeres de 10 tienen un empleo formal, cifra que baja a 2 de 10 cuando los conflictos son continuados.
La pandemia, el posterior confinamiento y las medidas de distanciamiento social han conllevado a la desigualdad de género y han tenido efectos negativos en la salud mental, con mayores consecuencias, en las mujeres. Los impactos de género se ven reflejados en la escasa productividad de trabajo en las mujeres y están relacionadas con el gran aumento de la carga de la atención infantil y el cuidado del hogar que recayeron principalmente en las madres.
Incluir a la mujer en la vida económica y social es algo imprescindible: cuando las mujeres participan en el proceso de llegar a un acuerdo de paz, tienen mayores posibilidades de éxito. Esto se aplica a la participación de la mujer en los procedimientos formales  de mediación de alto nivel, como miembros de las delegaciones, mediadoras y consultoras. Es necesario incrementar el apoyo a las mujeres y promover sus actividades para resolver conflictos y promover la paz. Ellas serán de gran ayuda en este momento histórico que vivimos y su colaboración será fundamental para poder al fin salir de la crisis del coronavirus.

## Aspectos políticos de la pandemia en España
El 8M, en España y en otros muchos países, se celebra el 8 de marzo cada año con el fin de reivindicar el movimiento feminista y la igualdad de género. El 13 de marzo de 2020, el Gobierno de España, mediante un comunicado de Pedro Sánchez, presidente del Gobierno español, decreta el Estado de alarma y, por ende, el confinamiento domiciliario en el país por medio del Real Decreto 423/2020.  En relación con el 8M, los partidos de la oposición española, VOX, PP y Ciudadanos, aprovechan la situación pandémica del mundo y el 8M para debilitar al Gobierno español alegando básicamente que el aumento de contagios se debía a las manifestaciones del 8M. En especial, el partido de ultraderecha VOX, mediante su presidente Santiago Abascal y Macarena Olona en las redes sociales, y Abascal también en el Congreso utilizan estrategias discursivas para desacreditar al movimiento feminista en pro de sus intereses políticos. Las estrategias utilizadas en Twitter son las siguientes entre otras: 
- Criminalización y deslegitimación del discurso feminista por permitir la manifestación del 8M a pesar de la COVID-19. Especialmente, su mensaje va en contra de Irene Montero y Fernando Simón.
- Publicaciones referentes a cuestiones de género y el 8M utilizando un tono irónico y de burla para desacreditar al movimiento y, en especial, a Irene Montero.
- Práctica discursiva de la ley de violencia intrafamiliar implementada por VOX frente a la ley de violencia machista.
- Alimentar controversias y emplear formas y contenidos que de forma intermitente intentan deslegitimar al movimiento feminista, la igualdad de género y las mujeres que la practican.

## Industria farmacéutica y género en la pandemia de COVID-19
Como se ha podido leer previamente, ninguna industria ha resultado ser beneficiada de la expansión de la COVID-19. Aun así, la industria farmacéutica se ha podido aprovechar de esta oportunidad para conseguir grandes sumas de dinero. Desde el principio de la pandemia se hablaba de una vacuna que pusiera fin a esta situación, tanto como para salvar vidas humanas como la economía mundial. Así pues, a la vez que se han creado estas vacunas o nuevos tratamientos para la reversión de los síntomas producidos por el virus, también se ha negociado en un tiempo récord. En definitiva, este proceso parecía una constante carrera cuya meta era lograr ser el primer laboratorio en aportar esta esperada inmunidad a las personas.
Sin embargo, la mayoría de las investigaciones en el mundo tienen sesgos de género. En primer lugar, son los hombres cisgénero los que tienen mayor relevancia en este mundo, incluso llegando a cobrar más que las mujeres. Como indica la Unesco, menos del 30% de los investigadores científicos del mundo son mujeres debido principalmente a los estereotipos y a la falta tanto de oportunidades como de referentes. En segundo lugar, los estudios se suelen realizar en hombres antes que, en mujeres, sin tener en cuenta que hay una diferencia de metabolismo entre un sexo y otro. Esto, además de ser un claro indicio de machismo, también atrasaría de manera considerable el proceso de obtención de la vacuna, ya que un impacto no previsto provocado por la repartición del medicamento en el cuerpo de las mujeres solo lograría la retirada del mercado de estos estudios.